# Delta del riu Perla
El Delta del riu Perla (xinès: 珠江三角洲; pinyin: Zhūjiāng Sānjiǎozhōu; Wade: Chu¹chiang¹ San¹chiao³chou¹; cantonès Jyutping: Zyu¹gong¹Saam¹gok³zau¹) és una plana situada al centre de la província de Guangdong, al sud de la República Popular de la Xina. Està format per nombrosos rius. El més gran és el Xi Jiang i el mateix riu Perla forma part del delta.

## Regió metropolitana
La regió metropolitana del delta del riu Perla (DRP; xinès: 珠江三角洲城市圈; pinyin: Zhūjiāng Sānjiǎozhōu Chéngshìquān; Jyutping: Zyu1gong1 Saam1gok3zau1 Sing4si5hyun1; portuguès: Delta do Rio das Pérolas) és la zona baixa que envolta l'estuari del riu Perla, on el riu Perla desemboca a la mar de la Xina Meridional.
Coneguda com l'Àrea de la Gran Badia de Guangdong-Hong Kong-Macau en els documents oficials, la regió és una de les més densament poblades i urbanitzades del món, i és considerada una megaciutat per nombrosos estudiosos. Actualment és la regió més rica del sud de la Xina i una de les més riques de la Xina juntament amb la regió del delta del riu Iang-Tsé a l'est de la Xina i la regió de Jingjinji al nord de la Xina, on es troba Pequín. La major part de la regió forma part de la zona econòmica del delta del riu Perla, que és una zona econòmica especial de la Xina.
A més del delta en si, el terme Delta del riu Perla fa referència a la densa xarxa de ciutats que cobreix nou prefectures de la província de Guangdong, a saber, Dongguan, Foshan, Guangzhou, Huizhou, Jiangmen, Shenzhen, Zhaoqing, Zhongshan i Zhuhai i les RAE de Hong Kong i Macau. L'informe de l'estat de les ciutats del món 2010/2011, publicat pel Programa de les Nacions Unides per als Assentaments Humans, estima que la població de la regió del delta és d'uns 120 milions de persones; s'està urbanitzant ràpidament.
La regió és una megalòpolis, i es troba a l'extrem sud d'una megalòpolis encara més gran que recorre la costa sud de la Xina, que inclou metròpolis com Chaoshan, Zhangzhou-Xiamen, Quanzhou-Putian i Fuzhou. Les nou ciutats més grans de la regió tenien una població combinada de 57,15 milions a finals de 2013, que comprenia el 53,69% de la població provincial. Segons el Grup del Banc Mundial, el DRP s'ha convertit en l'àrea urbana més gran del món tant en grandària com en població. La llengua tradicional de la regió és el cantonès; a finals del segle XX i el segle XXI, a causa de l'elevada afluència de treballadors migrants procedents d'altres regions, el mandarí s'ha convertit gradualment en una llengua franca.
El costat oest d'aquesta regió, juntament amb Chaoshan, també va ser l'origen de molta emigració xinesa des del segle XIX fins a mitjans del XX. Avui en dia, gran part de la diàspora xinesa als EUA, Canadà, Austràlia, Amèrica Llatina i gran part del sud-est asiàtic té la seva ascendència a l'oest d'aquesta regió.

## Ciutats
| Ciutat                | Població (2020) | Imatge | Notes |
| --------------------- | --------------- | ------ | --- |
| Guangzhou 广州 / 廣州 | 18.676.605      |        | També coneguda a Occident com a Canton. Capital de la província de Guangdong, és el centre cultural i polític del delta del riu de la Perla. |
| Shenzhen 深圳         | 17.494.398      |        | Té l'estatus de zona econòmica especial (ZEE). Ha estat una de las ciutats amb un creixement més ràpid en les darreres dècades.              |
| Dongguan 东莞 / 東莞  | 10.466.625      |        | |
| Foshan 佛山           | 9.498.863       |        | |
| Hong Kong 香港        | 7.413.070       |        | Té l'estatus de regió administrativa especial. Va ser una colònia del Regne Unit fins al 1997.                                               |
| Huizhou 惠州          | 6.042.852       |        | |
| Jiangmen 江门 / 江門  | 4.630.300       |        | |
| Zhaoqing 肇庆 / 肇慶  | 4.113.594       |        | |
| Zhongshan 中山        | 4.418.060       |        | |
| Zhuhai 珠海           | 2.439.585       |        | Té l'estatus de zona econòmica especial (ZEE).                                                                                               |
| Macau 澳门 / 澳門     | 682.100         |        | Té l'estatus de regió administrativa especial. Va ser una colònia de Portugal fins al 1999.                                                  |

## Economia
El delta del riu Perla ha estat una de les regions econòmicament més dinàmiques de la República Popular de la Xina des del llançament del programa de reformes de la Xina el 1979. Amb un creixement anual del producte interior brut del 13,45% durant tres dècades des del 1978, és 3,5 punts percentuals més alt que la mitjana nacional. Des de 1978, gairebé el 30% de tota la inversió estrangera a la Xina va ser al DRP. El 2007 el seu PIB va augmentar fins als 448.000 milions de dòlars, cosa que fa que la seva economia sigui aproximadament la mida de la de Taiwan i el 2019 aquesta xifra ha augmentat fins als 2.0 bilions de dòlars o aproximadament la mateixa mida que el Canadà. L'abundància d'oportunitats d'ocupació va crear un grup de consumidors professionals rics, d'ingressos mitjans, amb una renda per càpita anual que els situa entre els més rics de la Xina. Des de l'inici del programa de reformes de la Xina, la zona econòmica del DRP ha estat la part de més ràpid creixement de la província de més ràpid creixement a la gran economia de més ràpid creixement del món.
Les ciutats industrials del DRP han estat anomenades la "Fàbrica del Món" a causa de la presència de parcs industrials poblats de fàbriques d'inversions estrangeres. El mercat objectiu de les exportacions de la regió del delta, però, s'ha tornat cada cop més nacional que no pas estranger. Dongguan, Zhongshan, Nanhai i Shunde (els dos últims són ara districtes de Foshan), les quatre ciutats conegudes com els Quatre Dracs de Guangdong per les seves altes taxes de creixement i el seu ràpid desenvolupament des de finals de la dècada de 1980 fins a la dècada de 2000.
Tot i que la zona econòmica del DRP només abasta el 0,4% de la superfície terrestre i el 3,2% de la població del cens de 2000 de la Xina continental, representava el 8,7% del PIB, el 35,8% del comerç total i el 29,2% del capital estranger utilitzat a la Xina el 2001. El 2016, el delta del riu Perla representava el 9,1% del PIB de la Xina. Aquestes xifres mostren el notable nivell de desenvolupament econòmic al qual ha estat sotmès el DRP per esdevenir una 'Zona Econòmica', així com l'orientació internacional de l'economia de la regió. Aquesta orientació ha atret nombrosos inversors d'arreu del món que utilitzen la regió del DRP com a plataforma per atendre els mercats globals i xinès.
A partir del 2008, el Govern central ha introduït noves lleis laborals, normatives ambientals i altres per reduir la contaminació, els conflictes laborals, produir condicions de treball més segures i protegir el medi ambient. Els costos de producció de productes bàsics i de baix marge han augmentat. Això s'afegeix a l'augment del cost de l'energia, els aliments, el transport i l'apreciació del renminbi davant la caiguda del dòlar nord-americà. Alguns fabricants hauran de reduir costos avançant en la cadena de valor o traslladant-se a regions més subdesenvolupades.